# ドンヘ
ドンヘ（朝：동해、英：Donghae、1986年10月15日  - ）は、韓国の歌手、俳優であり、アイドルグループSUPER JUNIORのメンバーである。ODEエンタテインメント所属および代表。

## 来歴
- 2001年、SM青少年ベスト選抜大会・イケメン部門1位、大賞にてオーディション合格。
- 2005年、SUPER JUNIORのメンバーとしてデビュー。
- 2008年、SUPER JUNIORの中華圏向けユニットSUPER JUNIOR-Mのメンバーとして活動開始。
- 2010年、SBSドラマ『大丈夫、パパの娘だから』で俳優デビュー。
- 2011年、台湾ドラマ『華麗なる挑戦』(日本マンガ「スキップ・ビート」のドラマVer.)に同グループのシウォンとダブル主演。
- 2012年、『パンダさんとハリネズミ』で韓国ドラマ初主演。
- 2011年11月、ウニョクと共にSUPER JUNIOR-D&Eを結成。
- 2023年、SMエンタテインメントを退所し、ウニョクと共にODEエンタテインメントを設立。共同代表に就任した。

## 人物・エピソード
- 出身：韓国全羅南道
- 身長：172cm、血液型：A型[1]
- 家族構成：父、母、兄
- 学歴
  - 明知大学校 ミュージカル公演科 卒業
  - 靑雲大学校 産業技術経営大学院 実用音楽科 修士課程 修了
- SUPER JUNIORメンバーの中でも作詞作曲を手掛けることが多い。
- 同メンバーのウニョクと仲が良いことで有名で、ウニョクのウンとドンヘのヘ（해）が連音化し合わせて「ウネ」と呼ばれている。
- よく口を半開きにしており、また聞き間違いが多く話の前後に噛み合わない話をしたり、ボーっとしていることが多いためメンバーからもよく突っ込まれる。そのためいわゆる「アホの子」扱いを受ける。その他「みんなの彼氏」「世界の彼氏」「安定の不安定」というキャッチフレーズもつけられている。
- SUPER JUNIORとしてデビューする前、イトゥクと共にスマイルというグループとしてデビューする予定だったが、会社の経営難やタイトル曲の問題、メンバーの上和などの理由で霧散した。
- 同じ全羅南道出身の東方神起のユンホとは練習生の頃から仲が良い。練習生として上京したとき宿舎がなく、夜の12時くらいからユンホと一緒にチムジルバン（健康ランド）に宿泊して過ごす日々を送っていたという[2]。
- 2006年、父親が他界。もともと歌手志望であった父が、ドンヘに歌手になるよう勧めた。闘病生活を続けていたが、SUPER JUNIORがデビューし、音楽番組で初の1位を獲得する1、2週間前に他界。ドンヘがテレビ出演する姿は数回しか見られなかったという[3]。そのため、音楽番組などで賞を取ったときは「お父さん、ありがとうございます」と言う。
- 辛い食べ物が苦手である。[4]
- メンバーからは「英語の発音が悪い」、「何を言っているのかさえも分からない」とからかわれている。そんな彼は自らとメンバーに自作の英語名を付けていて、ドンヘはAiden Lee（エイデン・リー）、ウニョクはSpencer Lee（スペンサー・リー）、キュヒョンはMarcus Cho（マーカス・チョー）、シンドンはMatthew Shin（マシュー・シン）、ソンミンはVincent Lee（ヴィンセント・リー）、リョウクはNathan Kim（ネイサン・キム）

- ペットのマルチーズにファンが白くて雪に似ているという由来を機にそのまま『YUKI』と名付けた。

- バラエティが得意なメンバーが多いなか、ドンヘは話すことがあまり得意ではない。バラエティ出演が決まると、話すエピソードをメンバー相手に事前に練習している。ヒチョル曰く、ドンヘは長い話をしたくてもできず、話せなくなって結局泣き出してしまうとのこと。またキュヒョンは、ドンヘが周囲から一斉に見つめられると泣き出してしまうとも語っている[5]。
- 最年長者のヒチョルにはなかなかメンバーも口出しできないが、ドンヘだけは空気を読まずにヒチョルに注意したりもする[6]。
- キュヒョンはドンヘの容姿を「マンガから飛び出てきたような顔」だと評価している。生まれ変わるならドンヘの顔で生まれたいと述べている[7]。

## ディスコグラフィ

### デジタルシングル
- 『HARMONY』2020年2月23日[8]
- 『California Love』2021年10月13日[9]
- 『最好的朋友』2025年4月22日

### OST
- 「Plz Don't」2012年08月19日　※ドラマ『パンダさんとハリネズミ』OST
- 「사랑인가봐」 ※ドラマ『トップマネジメント』OST
- 「隙間[cracked]」2023年8月23日　※ドラマ『オー！ヨンシム-帰ってきた初恋-』OST

### ミュージックビデオ
| 公開日         | 曲名                                  | リンク |
| -------------- | ------------------------------------- | ------ |
| 2017年12月27日 | Perfect (Cadillac × DONGHAE)          | ▶      |
| 2021年10月13日 | California Love (feat. ジェノ of NCT) | ▶      |
| 2025年5月20日  | 最好的朋友 (with WeiBird)             | ▶      |

## 単独公演
| 公演日 | 公演日   | 公演名                                  | 開催地 | 開催地 | 会場                     |
| ------ | -------- | --------------------------------------- | ------ | ------ | ------------------------ |
| 2024年 | 11月24日 | 2024 DONGHAE FANCON East Coast in JAPAN | 神奈川 | 日本   | 横浜BUNTAI               |
| 2024年 | 11月29日 | 2024 DONGHAE FANCON East Coast in JAPAN | 大阪   | 日本   | フェニーチェ堺 大ホール  |
| 2025年 | 4月13日  | 2025 DONGHAE FANCON East Coast : Wave   | マカオ | 中国   | ブロードウェイ・シアター |
| 2025年 | 4月26日  | 2025 DONGHAE FANCON East Coast : Wave   | 桃園   | 台湾   | メッセ桃園               |

## メディア出演

### ドラマ
主演は太字で役名を記載
- 大丈夫、パパの娘だから（2010年、SBS）チェ・ウッキ 役
- 華麗なる挑戦 スキップ・ビート!（2011年、GTV）不破尚 役
- パンダさんとハリネズミ（2012年、CHANNEL A）コ・スンジ 役[11][12]
- 神のクイズ　シーズン4（2014年、OCN）ハン・シウ 役[13]
- オー！ヨンシム-帰ってきた初恋-（2023年、genie TV）ワン・ギョンテ 役
- 男と女（2023年、CHANNEL A）チョン・ヒョンソン 役

### 映画
- レディアクション 4つの青春（原題：The Youth）（2015年）イ・ジョンウ 役[14]

### ウェブ番組
- アイドルチャレンジ：アナザークラス（2020年8月 - 10月、YouTube）- MC[15][動画 1]

### ミュージックビデオ
- BoA「Key of Heart [韓国語版]」（2006年）
- 少女時代「Kissing You」（2008年）[動画 2]
- アリエル・リン「螢火蟲」（2009年）[動画 3]
- チャン・リーイン「晴天雨天 (Moving On)」（2009年）[動画 4]
- イェソン「Pink Magic」（2019年）[動画 5]

### 広告
- Bing アイス（2006年）
- オリンパス（2006年）
- Cadillac（2017年）

### 広報大使
- 2010年6月 献血広報大使
- 2011年10月 ユニセフ・エンヴォイ 広報大使
- 2017年9月 韓国白血病子ども財団 広報大使

## 受賞歴
- 2001年 第3回SM青少年ベスト選抜大会 外見部門1位、大賞

### 動画
1. ↑   THE K-POP: “(Ep.1-1 / ENG sub) TOMORROW X TOGETHER, 텐션업업~ 챌린지에 성공하고 기부 플렉스 [ Idol Challenge : another class ]”. YouTube (2020年8月20日). 2024年8月10日閲覧。
2. ↑   SM Entertainment: “Girls' Generation 소녀시대 'Kissing You' MV”. YouTube (2011年6月3日). 2024年7月19日閲覧。
3. ↑   avex taiwn: “林依晨 螢火蟲 (MV完整版)”. YouTube. 2024年7月19日閲覧。
4. ↑   SM Entertainment: “Zhang Li Yin 장리인 '晴天雨天 (Moving On)' MV”. YouTube (2009年10月19日). 2024年7月19日閲覧。
5. ↑   SM Entertainment: “YESUNG 예성 'Pink Magic' MV”. YouTube (2019年6月18日). 2024年7月22日閲覧。

### 各種SNS
- Super Junior 이동해 (@donghae861015) - X
- H a R u (@leedonghae) - Instagram
- 이동해 Super Junior Donghae LEE  - YouTube
- Donghai1015 - 新浪微博（簡体字中国語）

### 公式サイト
- SUPER JUNIOR-D&E 日本公式FCサイト（日本語）
- SUPER JUNIOR 公式サイト（日本語）